# 학명이명
학명이명(學名異名, synonymy 시노너미[*])이라는 용어는 식물분류학과 동물분류학에서 서로 다른 의미로 사용된다.
식물명명법에서, 학명이명이란 새로운 학명에 의해 대체되어 현재는 쓰이지 않게 된 과거의 학명을 말한다. 예컨대, 노르웨이가문비나무는 칼 폰 린네가 Pinus abies 피누스 아비에스[*]라는 학명을 명명했는데, 이 학명은 더 이상 사용되지 않는다. 그러므로 “피누스 아비에스”는 현행 학명 Picea abies 피케아 아비에스[*]의 이명으로 된다.
동물학에서도 어떤 종을 과거 어느 속으로 분류했다가 나중에 다른 속으로 재분류할 경우 과거의 이명이 더 이상 사용되지 않게 된다. 그러나 이런 경우는 학명이명이라고 칭하지 않는다. 예컨대, 극동아시아에 서식했던 따오기는 쿤라트 야코프 테밍크에 의해 이집트의 따오기와 함께 검은머리흰따오기속(Ibis)으로 분류되어  Ibis nippon 이비스 니뽄[*]이라고 명명되었다. 나중에 하인리히 라이헨바흐가 동양 따오기를 따오기속(Nipponia)으로 분류하면서 따오기의 학명은 Nipponia nippon 니뽀니아 니뽄[*]이 되었는데, 이 때 “이비스 니뽄”과 “니뽀니아 니뽄”은 서로 학명이명이 아니다.
동물학에서 말하는 학명이명은, 생물분류체계상 같은 단계에 속하는 두 개의 학명이 그 단계의 특정한 한 분류군을 동시에 가리키는 경우를 말한다. 예컨대 린네는 북방거꾸로여덟팔나비가 계절에 따라 색깔이 바뀌는 것을 모르고 같은 종에게 Papilio levana 파필리오 레바나[*]와 Papilio prorsa 파필리오 프로르사[*]라고 학명을 두 번 부여했다. 이 때 “파필리오 레바나”와 “파필리오 프로르사”는 서로 이명 관계에 있다. 이후 야코프 휘프너가 거꾸로여덟팔나비속(Araschnia)을 제창하고 북방거꾸로여덟팔나비를 호랑나비속(Papilio)에서 떼어와 거꾸로여덟팔나비속으로 재분류했다. 이 때, 따오기의 사례와 마찬가지로, Araschnia levana 아라스크니아 레바나[*]는 “파필리오 레바나”의 이명이 아니다.

## 같이 보기
- 오르니토케이루스
- 이명법
- 동의어